# Tigouga
Tigouga  (in arabo تيكوكة‎?) è un centro abitato e comune rurale del Marocco situato nella provincia di Taroudant, regione di Souss-Massa. Conta una popolazione di 4 553 abitanti (censimento 2014).